# Lettere di condannati a morte della Resistenza Europea

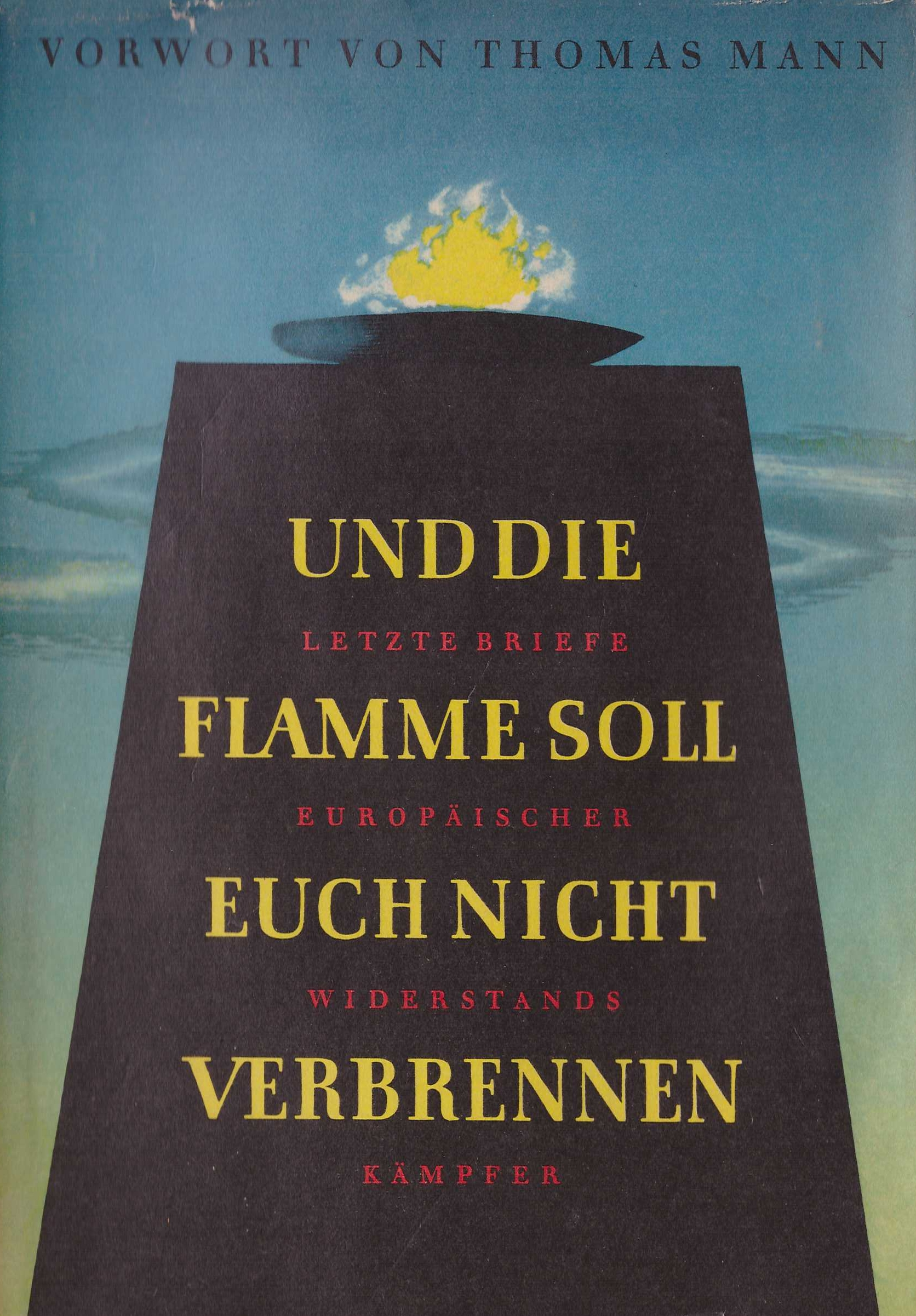
Buchumschlag von Werner Gottsmann, Ausgabe Berlin (DDR) 1956

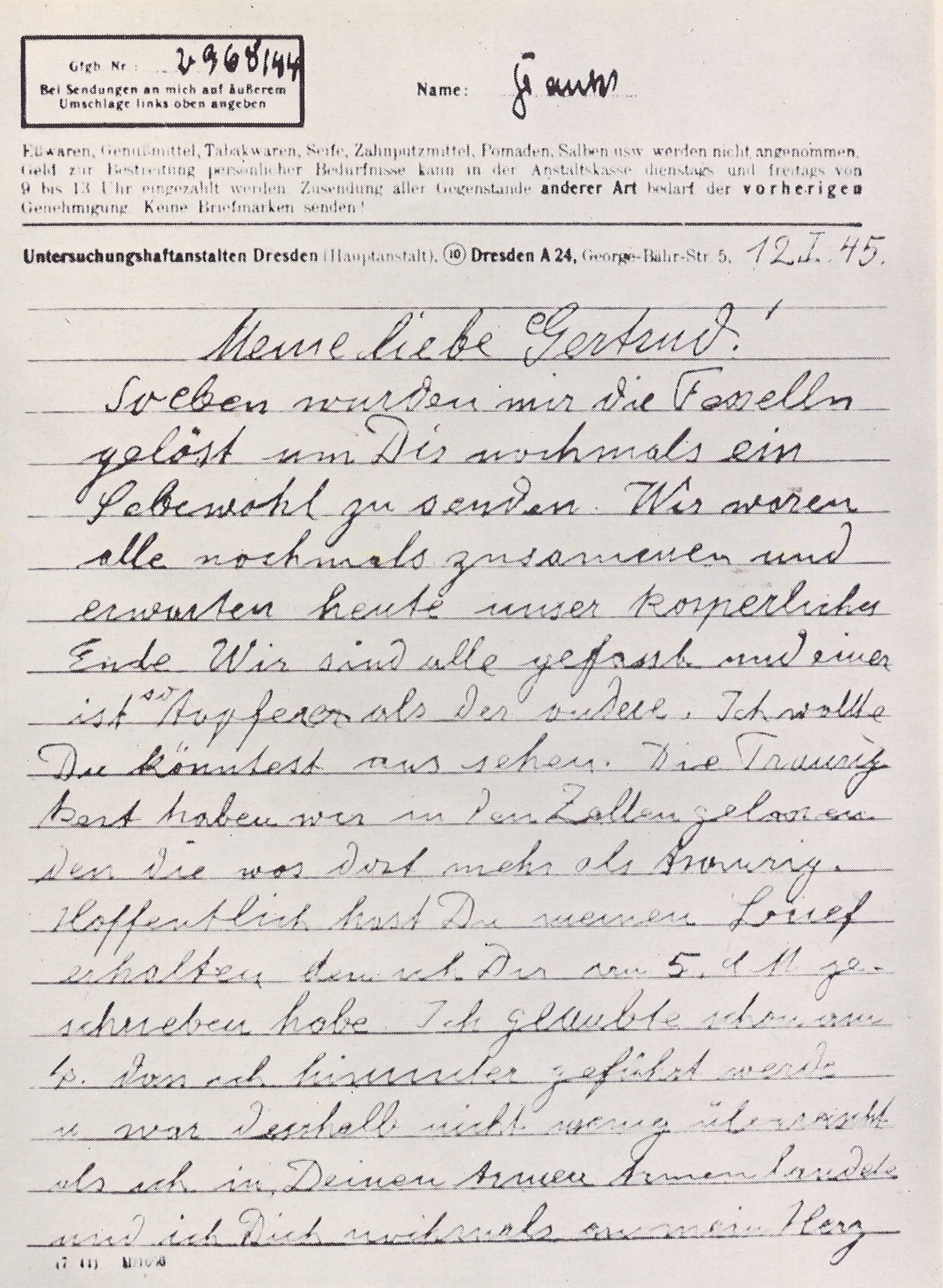
Abschiedsbrief von Alfred Frank

Lettere di condannati a morte della Resistenza Europea (deutsch: Letzte Briefe zum Tode Verurteilter aus dem europäischen Widerstand) ist der Titel der italienischen Ausgabe eines Sammelbandes von Abschiedsbriefen junger Frauen und Männer, zum Teil auch von Jugendlichen und Kindern, vor ihrem Tod, die im Zweiten Weltkrieg von den Nationalsozialisten und der Wehrmacht verfolgt, gefoltert und hingerichtet wurden.

## Geschichte
Der Band erschien im Jahr 1954 im Verlag Giulio Einaudi Turin, herausgegeben von Piero Malvezzi und Giovanni Pirelli. Das Vorwort stammt von Thomas Mann. Im Jahr 1955 wurde im Steinberg-Verlag Zürich die deutsche Ausgabe des Sammelbandes veröffentlicht – mit der Dokumentation von 280 Briefen und Botschaften von jungen Menschen, die sich dem Faschismus widersetzten und gegen die deutsche Wehrmacht und die Nationalsozialisten gekämpft hatten.
Die Verfasser der Briefe und Mitteilungen stammten aus den Ländern Belgien, Bulgarien, Dänemark, Frankreich, Griechenland, Italien, Jugoslawien, Niederlande, Norwegen, Österreich, Polen, Tschechoslowakei, Ungarn, der UdSSR und Deutschland.
Der Sammelband enthält außerdem zu den einzelnen Ländern eine Beschreibung der Chronologie der Besetzung und eine Schilderung der Ereignisse, die von deutschen Faschisten zusammen mit ihren Kollaborateuren in den besetzten Ländern zu verantworten waren.

## Vorwort von Thomas Mann
Für den Sammelband Lettere di condannati a morte della Resistenza Europea hat Thomas Mann ein Vorwort geschrieben. Darin erinnert er an den europaweiten Kampf gegen Faschismus sowie gegen jede Form von Zerstörung, Unterdrückung und Diktatur. Er schrieb:

„Das kehrt immer wieder, und das Herz zieht sich zusammen bei dem Gedanken, was aus dem "Sieg der Zukunft", aus dem Glauben, der Hoffnung dieser Jugend geworden ist, und in welcher Welt wir leben. In einer Welt bösartiger Regression, in welcher abergläubischer und verfolgungssüchtiger Hass sich paart mit panischer Angst; einer Welt, deren intellektueller und moralischer Unzugänglichkeit das Schicksal Zerstörungswaffen von scheusslicher Rasanz anvertraut hat, die man aufstapelt unter der schwachsinnigen Drohung "wenn es denn sein muß", die Erde in eine von giftigen Dünsten umhüllte Wüste zu verwandeln. Das Absinken des kulturellen Niveaus, die Verkümmerung der Bildung, die Stumpfheit im Hinnehmen von Untaten einer politisierten Justiz, Bonzentum, blinde Gewinngier, der Verfall von Treu und Glauben, erzeugt, jedenfalls gefördert von zwei Weltkriegen, sind ein schlechter Schutz gegen den Ausbruch eines dritten, der das Ende der Zivilisation bedeuten würde.“

## Die Widerstandskämpfer
Die folgende Liste übernimmt aus der deutschen Ausgabe (Volk und Wissen) die Reihenfolge der Namen, die alphabetische Ordnung der Länder. Albanien und Rumänien fehlen, da die Herausgeber von dort keine Briefe erhielten.
- Belgien: Camille Mogenet, Ernest Omer, Albert Lambert, Julius Gengler, Oscar Reichling, Emmanuel de Neckere, Pail Henry de la Lindi, Joseph Peeters, Louis Defour, Charles Appelmann, Guy Jaques, Richard Altenhoff, Fernande Volral, Marguerite Bervoets, Henri van der Elst.

- Bulgarien: Nikola Schopow, Nikola Botuschew, Awgust Dimtschew, Zwjatko Radoinow, Anton Iwanow Kosinarow, Anton Popow, Nikola Wapzarow, Benjamin Dubawizki, Lazar Patschow, Petar Kirjakow, Iwan Christow, Tentscho Chubenow Mutafow, Dimiter Kanew, Nikola Atanasow, Iwan Bankow Dobrew, Iwan Wladkow, Zwetan Spasow Ilijew.

- Dänemark: Georg Goritz Mørk Christiansen, Oluf Axelbo Krør, Lars Bager Svane, Benny Randau Mikkelsen, Emil Balslev, Christian Ulrik Hansen, Aksel Jensen, Leif Dines Pedersen, Jørn Andersen, Peter Wessel Fyhn, Kim Malthe-Bruun, Iver Peder Lassen.

- Deutschland: Hanno Günther, Harro und Libertas Schulze-Boysen, Alfred Schmidt-Sas, Erika von Brockdorf, Walter Husemann, Walter Klingenbeck, Cato Bontjes van Beek, Hilde Coppi, Adam Kuckhoff, Hermann Lange, Josef Hufnagel, Johann Pierschke, Paul Gesche, Ulrich von Hassell, Georg Schröder, Anton Saefkow, Käthe Niederkirchner, Matthias Thesen, Gertrud Lutz-Schlotterbeck, Elli Voigt, Alfred Frank, Gertrud Seele, Helmuth James Graf von Moltke, Theodor Haubach, Rudolf Seiffert, Hermann Danz, Claus Bonhoeffer.

- Frankreich: Unbekannte Mauerinschriften in den Gefängniszellen in Fresnes, Die Füsilierten von Châteaubriant: Émile David – Jules Vercruysse – Maurice Gardette – Jean Grandel – Guy Môquet, Félicien Joly, Gabriel Péri, Corentin Cariou, Jacques Decour, Eric Peters, André Diez, Pierre Rebière, Studenten des Buffon-Gymnasiums in Paris: Jean Arthus – Jacques Baudry – Pierre Benoit – Pierre Grelot – Lucien Legros, Robert-Louis-Henri Hamel, Henri Fertet, Jean-Paul Grappin, Henri Chuna Bajtsztok, Paul Camphin, George Genevois, Missak Manouchian, Celestino Alfonso, Imre Békés-Glass, Maurice Fingercwajg, Spartaco Fontanot, Roger Rouxel, Georges Citerne, Joseph Epstein, Etienne Cariou, Huguette Prunier, Die Füsilierten von Lyon: Louis, Roger Gros, Raymond, Louis Granjon.

- Griechenland: Konstantinos Vavourakis, Angelos und Marinos Barkas, Eleftherios Kiosses, Georgios Kotulas, Antonios Liamas und Vasilios Kuniaris, Ilias Kanaris, Spyros Tzavellas, Dìmitra Tsatsu, Ioakim Lulias, Andreas Lykurions, Georgios Jatrakos, Konstantinos Orphandis, Michail Moutakis, Serafim Triantafyllou, Jannis Konstantopulos, Konstantinos Sirbas, Mitsos Rebutsikas, Stratios Dimopulos, Georgios Daniolos, Jannis Dimitsanos, Konstantinos Manolopulos, Russos Kunduros, Georgios Jourukos, Kostas Panajotis, Dimitrios Kirikos, Petros Grispos, Antonios Kalojeros, Georgios Vasilas, Dimitrios Efthymiou, Leandros Kavaphakis.

- Italien: Unbekannter Verfasser (Antonio Fossati), Giancarlo Puecher Passavalli, Guerrino Sbardella, Gianfranco Mattei, Aldo Sbriz, Tommaso Masi, Sabato Martelli Castaldi, Domenico Cane, Franco Balbis, Quinto Bevilacqua, Eusebio Giambone, Giuseppe Perotti, Domenico Quaranta, Giordano Cavestro, Pietro Benedetti, Eraclio Cappannini, Valerio Bavassano, Renato Magi, Aldo Mei, Guglielmo Jervis, Umberto Fogagnolo, Aldo Picco, Umberto Ricci, Paola Garelli, Giacomo Ulivi, Irma Marchiani, Luigi Savergini, Walter Fillak, Alessandro Teagno, Luigi Ciol, Giovanni Battista Vighenzi.

- Jugoslawien: Ein Unbekannter, Mihajlo Klajn, Ivanka Klaič, Jože Kerenčič, Anton Miklavc, Tone Tomšič, Rade Končar, Vojo Rajnatović, Mira Čikota, Vinko Košak, Aleksandra Ljubić, Marijan Krajačić, Ratko Žarić, Darinka Kojašević, Anka Knežević, Frank Fele, Giuseppe Riorda.

- Luxemburg: Adolphe Claude.

- Niederlande: Ary Kop, Henricus Josephus Franciscus Marie Sneevliet, Petrus Frederikus Antonius Hoefsloot, Willem Robert Douma, Nicolaas Snyders, Gerard Vinkenstein, Eduard Alexander Latuperisa, Johannes Adrianus Verleun, Hendrik Pieter Hos, Jan Postma.

- Norwegen: Sigurd Johannesen, Borgen Bøe, Georg Helland, Martin Jacobsen, Carl Johan Oftedahl, Olaf Andersen, Charles Jacobsen, Carl-Petter Johansen, Kart Frithjof Schei, Arne-Turin Björge, Arne Laudal, Torleif Tellefsen.

- Österreich: Franz Mittendorfer, Rudolf Hlobil, Margarete Jost, Rudolf und Marie Fischer, Franz Mager, Hedi Urach, Franz Reingruber, Emil König, Walter Kämpf, Oskar und Rudolf Klekner, Albrecht Stanek, Leopold Brtna.

- Polen: Unbekannte: Inschriften an den Zellenwänden in der Dienststelle der Gestapo in Warschau/Szkuchastraße, Arbeiter aus dem Konzentrationslager Chelmo, Inschriften an den Wänden der Synagoge in Kowel: Esther Srul – Gina Atlas – Unbekannte, Unbekannte Jüdin, Gela Szeksztajn, Chaim, Frydman, Jehuda Feld, Sylwester und Marian Tubacki, Mordechaj Anielewicz, Zlata Brysz, Frumka Plotniská, Abraham Zeif, Mordechaj Tamaroff Tenenbaum, Barbara Grzesiak.

- Sowjetunion: Irina Maloson, Marina Grysun, Jascha Gordjenko, Sawa Matekin, Ljubow Schewzowa.

- Tschechoslowakei: Ein unbekannter Sudetendeutscher, Kurt Beer, František Jirásek, Eduard Urx, Jaroslav Dolák, František Štíbr, Marie Kudeříková, Jaroslav Ondroušek, Julius Fučík, Bohuš Strnadel, Josef Matušek, Stanislav Brunclík, Bohumil Pokorný, Oldřich Hornof, Jan Černý, Anna Mlejnková, Ludmila Šmelíková, Josef Kohout, Josef Formánek, Antonie Elsnicová-Bejdová, František Famfulík, Karel Morkes, Josef Jílek, Kinder von Lidice: Véra Honzíková – Mařenka Hocková – Eva Kavková – Marie Hanfová.

- Ungarn: Gyula Alpári, Oleks Borkaniuk, Zoltán Schönherz, László Kótró, István Pataki.

## Rezeption
- Zum Erscheinen der deutschen Ausgabe in Zürich schrieb die Neue Zürcher Zeitung:[8]

„Selten zuvor stand uns ein so unmittelbares Bild des europäischen Antifaschismus zur Verfügung: Da steht der Priester neben dem Kommunisten, stehen Deutsche und Italiener neben den anderen betroffenen Nationen, den Griechen und Russen, Polen und Jugoslawen, und der norwegische Fischer und der griechische Schäfer erscheinen neben dem Schriftsteller und Intellektuellen. Zehn Jahre nach dem Sturz des Nazismus kommt diesem Buch eine fest umrissene Bedeutung zu, so sehr sprechen diese Botschaften im Angesicht des Todes dieselbe moralische Sprache und führen dem Leser von 1955 die tiefe geistige Einheit vor Augen, die, jenseits aller nationalen und ideologischen Verschiedenheiten, die europäische Widerstandsbewegung zusammenhielt. Wir kennen kaum ein Buch, das so von verzweifelter Liebe zum Leben erfüllt wäre. Gerade die physische Gegenwart des Todes weicht dem Bild einer ungeheuren Lebenskraft.“

- Der italienische Komponist Luigi Nono wählte im Jahr 1956 aus den Lettere für den Text seines 1956 geschriebenen Chorwerkes Il canto sospeso zehn Abschiedsbriefe von Frauen, Männern und Jugendlichen.

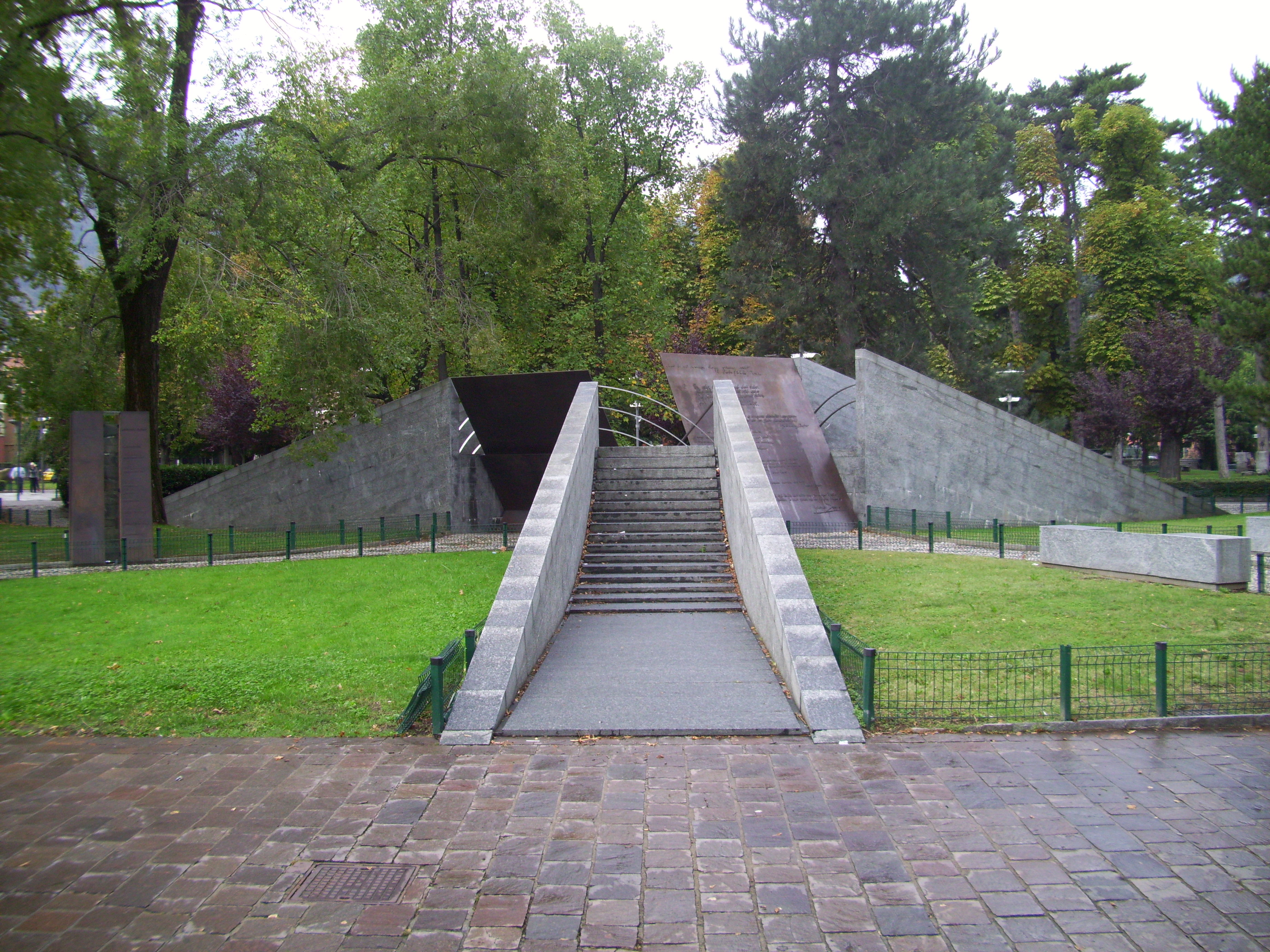
Das Denkmal in Como

- Auf Tafeln der Gedenkstätte in Como zur Erinnerung an den europäischen Widerstand gegen das NS-Regime, dem Monumento alla Resistenza europea, sind kurze Passagen aus achtzehn letzter Briefe in ihrer jeweiligen Originalsprache eingelassen.[9] Die Texte stammen zum überwiegenden Teil aus dem hier besprochenen Band.[10]

## Ausgaben
- Originalausgabe: Lettere di condannati a morte della Resistenza Europea, herausgegeben von Piero Malvezzi und Giovanni Pirelli, Vorwort: Thomas Mann, Verlag Giulio Einaudi, 703 Seiten, Turin 1954; Originalausgabe auf Italienisch, Einleitung der Herausgeber, 10 Abbildungen von Briefautographen, 703 Seiten.
- Übersetzung: Und die Flamme soll euch nicht versengen, Letzte Briefe zum Tode Verurteilter aus dem europäischen Widerstand, Übersetzung der Originalausgabe (siehe oben) von Ursula Muth u. Peter Michael, Verlag Steinberg, Zürich 1955, 554 Seiten.
- Lizenzausgabe DDR: Und die Flamme soll euch nicht verbrennen, Letzte Briefe europäischer Widerstandskämpfer, Lizenzausgabe der Ausgabe des Steinberg-Verlags (siehe oben), Verlag Volk und Wissen, Berlin (DDR) 1956, 642 Seiten.
- Auswahl dtv: Letzte Briefe zum Tode Verurteilter 1939-1945, eine Auswahl der Briefe mit Genehmigung des Steinberg-Verlags (siehe oben), Verlag dtv, München 1962, 312 Seiten.